# Outlet (singolo)
Outlet è un singolo del rapper statunitense Desiigner pubblicato il 9 febbraio 2017.

## Tracce
1. Outlet – 4:25